# Megastigmus mali
Megastigmus mali är en stekelart som beskrevs av Nikol'skaya 1952. Megastigmus mali ingår i släktet Megastigmus och familjen gallglanssteklar. Inga underarter finns listade i Catalogue of Life.